# KaOS
KaOS — це дистрибутив Linux, який містить останню версію робочого середовища KDE, офісний пакет LibreOffice та інші популярні програмні застосунки, що використовують набір інструментів Qt .

## Історія
Перша версія KaOS була випущена під назвою «KdeOS» у 2013 році. Щоб уникнути плутанини між назвою дистрибутива та середовищем стільниці KDE, у вересні 2013 року назву було змінено на «KaOS».

## Особливості
KaOS поширюється через образ ISO та підтримує винятково 64-розрядні процесори архітектури x86.
KaOS — це дистрибутив типу роллінг-реліз для настільних ПК, створений з нуля з дуже конкретним фокусом. Зосередженість на одному робочому середовищі (KDE Plasma 5), одному наборі інструментів (Qt), одній архітектурі (x86 64), з наголосом на оцінці та виборі найбільш підходящих інструментів і програм.